# Конституційний Трибунал Польщі

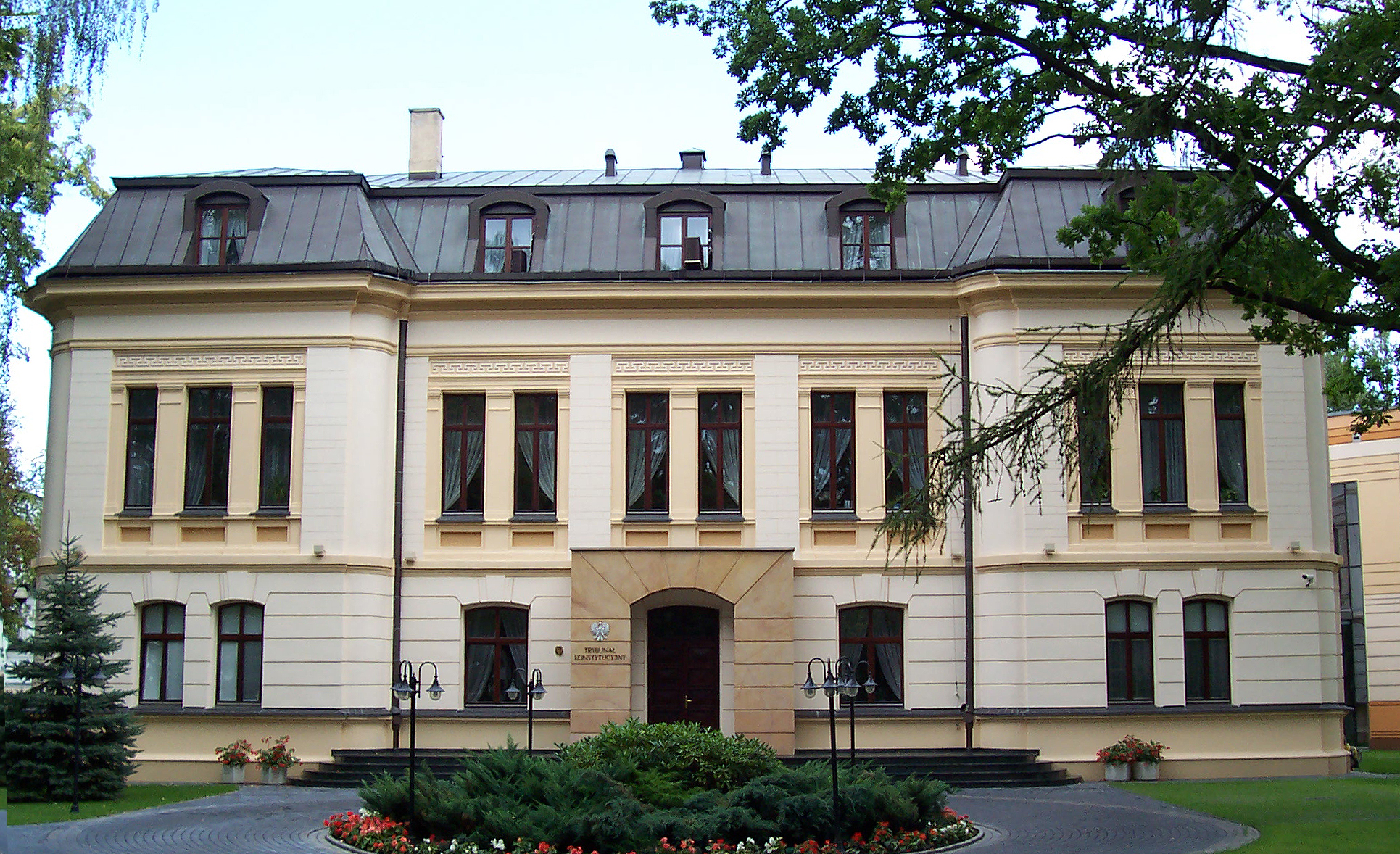
Будівля Трибуналу у Варшаві

Конституційний трибунал Республіки Польща (пол. Trybunał Konstytucyjny Rzeczypospolitej Polskiej) — орган конституційного правосуддя в Польщі, головним завданням якого є перевірка на відповідність Конституції країни всіх нижчестоящих нормативних актів.

## Компетенція Конституційного трибуналу
Конституція від 2 квітня 1997 р. має чотири сфери юрисдикції:
- перегляд норм (абстрактних та конкретних; a posteriori i a priori — пункти 1-3 пункту статті 188, пункти 3 та 4 статті 122, пункт 2 статті 133 Конституції); спеціальним порядком перегляду норм є розгляд конституційних скарг (ст. 79 та ст. 188 Конституції);
- вирішення компетенційних спорів між центральними конституційними органами держави (ст. 189 Конституції);
- рішення щодо відповідності Конституції цілей чи діяльності політичних партій (стаття 188 (4) Конституції);
- визнання тимчасової нездатності Президента Республіки обіймати посаду (пункт 1 статті 131 Конституції).

З прийняттям в 1997 році нової Конституції Польщі діяльність Конституційного трибуналу здійснюється без будь-яких обмежень і основана на абсолютній самостійності і незалежності.

## Склад
Конституційний суд складається з 15 членів. Судді призначаються Сеймом за поданням не менше 50 депутатів або Президії Сейму на 9 років, повторно займати посаду не можуть. Голова і його заступник призначаються Президентом з числа кандидатів, представлених самим Конституційним Судом.